# کنگر علوفه‌ای (سرده)
کنگر علوفه‌ای، کنگر خوراکی (نام علمی: Gundelia) نام یک سرده از تیره کاسنیان است.
این گیاه مصرف خوراکی دارد. از  روش های مصرف این گیاه به صورت خورشت یا ابتدا آب پز می‌شود سپس به آن ماست می‌افزایند، برای استفاده خوراکی  باید خارهای ضخیم گیاه را حذف کرد و دور ریخت